# Toyota Chaser
Toyota Chaser – wyższej klasy samochód produkowany przez Toyota Motor Corporation w Japonii. Większość z nich była 4-drzwiowymi sedanami, produkcję 2-drzwiowego coupé przerwano po debiucie drugiej generacji modelu. Toyota Chaser był znany jako jeden z "trójki sedanów" Toyoty, ponieważ dzielił płytę podłogową z modelami Cressida / Mark II i Cresta. Chaser początkowo był konkurentem dla samochodu Nissan Skyline.